# Il tocco della medusa
Il tocco della medusa (The Medusa Touch) è un film del 1978 diretto da Jack Gold. È tratto dall'omonimo romanzo di Peter Van Greenaway.

## Trama
Londra. Un uomo viene colpito ripetutamente al capo con una statuetta mentre sta guardando la televisione; Brunel, un poliziotto francese impegnato temporaneamente in Inghilterra, viene incaricato di indagare sull'omicidio di quella persona, lo scrittore John Morlar, ma, mentre la polizia sta esaminando la scena del crimine, gli astanti si accorgono che la vittima è ancora viva. Dopo il trasporto all'ospedale viene riscontrato il coma e lo scrittore deve essere tenuto in vita artificialmente, con una sola lieve attività cerebrale a testimoniare la sua permanenza in vita.
Dopo avere rintracciato la dottoressa Zonfeld, grazie alla scoperta del suo nome nel taccuino di Morlar, Brunel, con l'aiuto della psicologa, presso la quale lo scrittore era in analisi, tenta di ricostruire il suo passato alla ricerca del suo aggressore, scoprendo che la sua vita è stata costellata di episodi di sangue che hanno colpito i suoi genitori e le persone a lui vicine con una allarmante ed inspiegabile frequenza. Mentre le condizioni di Morlar sembrano, tra lo stupore dei medici, migliorare, Brunel riesce a collegare allo scrittore due recenti avvenimenti drammatici: la caduta di un aereo nel centro di Londra e la perdita nello spazio di un equipaggio di astronauti; ritenendo che il paziente possegga delle capacità cerebrali in grado di provocare disastri ed eventi di morte.
Brunel, dato il comportamento della psichiatra, comincia a sospettare di lei ma, prima che riesca a raccogliere le prove, ne riceve la confessione, motivando il suo gesto con l'intenzione di porre fine alla catena di catastrofi, quale quella dello schianto dell'aereo al quale lei stessa ha assistito, dopo avere inutilmente tentato di uccidere Morlar in ospedale. Il poliziotto non l'arresta immediatamente, confidando di avere ancora bisogno del suo aiuto per comprendere i reali scopi dello scrittore ma, il giorno dopo, la trova suicida nel suo studio.
Zonfeld lascia un messaggio registrato per Brunel, nel quale ammette il suo fallimento, con la speranza che questi possa fermare la catena di disastri al quale lo scrittore, preso coscienza dei suoi poteri, sembra non volere porre più fine, ed il mutamento del suo atteggiamento nei confronti delle sue facoltà risiede nello scopo di punire tutti quelli che ritiene responsabili della decadenza della società, rivelando che, prima di essere aggredito, aveva manifestato l'intento di fare crollare la Abbazia di Westminster, durante una cerimonia nella quale saranno presenti la Regina e le massime autorità del Regno Unito.
Inutilmente il poliziotto cercherà di fermare la cerimonia, riuscendo solamente ad evitare che il corteo regale entri all'interno della cattedrale, e dopo che il crollo è iniziato, corre all'ospedale e stacca le macchine che tengono in vita Morlar ma, dopo qualche attimo in cui lo scrittore sembra morire, la sua attività cerebrale riprende, muove la mano e su un blocchetto scrive il nome della centrale nucleare di Windscale, suo prossimo obiettivo per porre fine al mondo intero.